# USS Minnesota (SSN-783)
Pour les autres navires du même nom, voir USS Minnesota.
L’USS Minnesota (SSN-783) est un sous-marin nucléaire d'attaque de classe Virginia de l’US Navy. Il est en service depuis septembre 2013.

## Construction

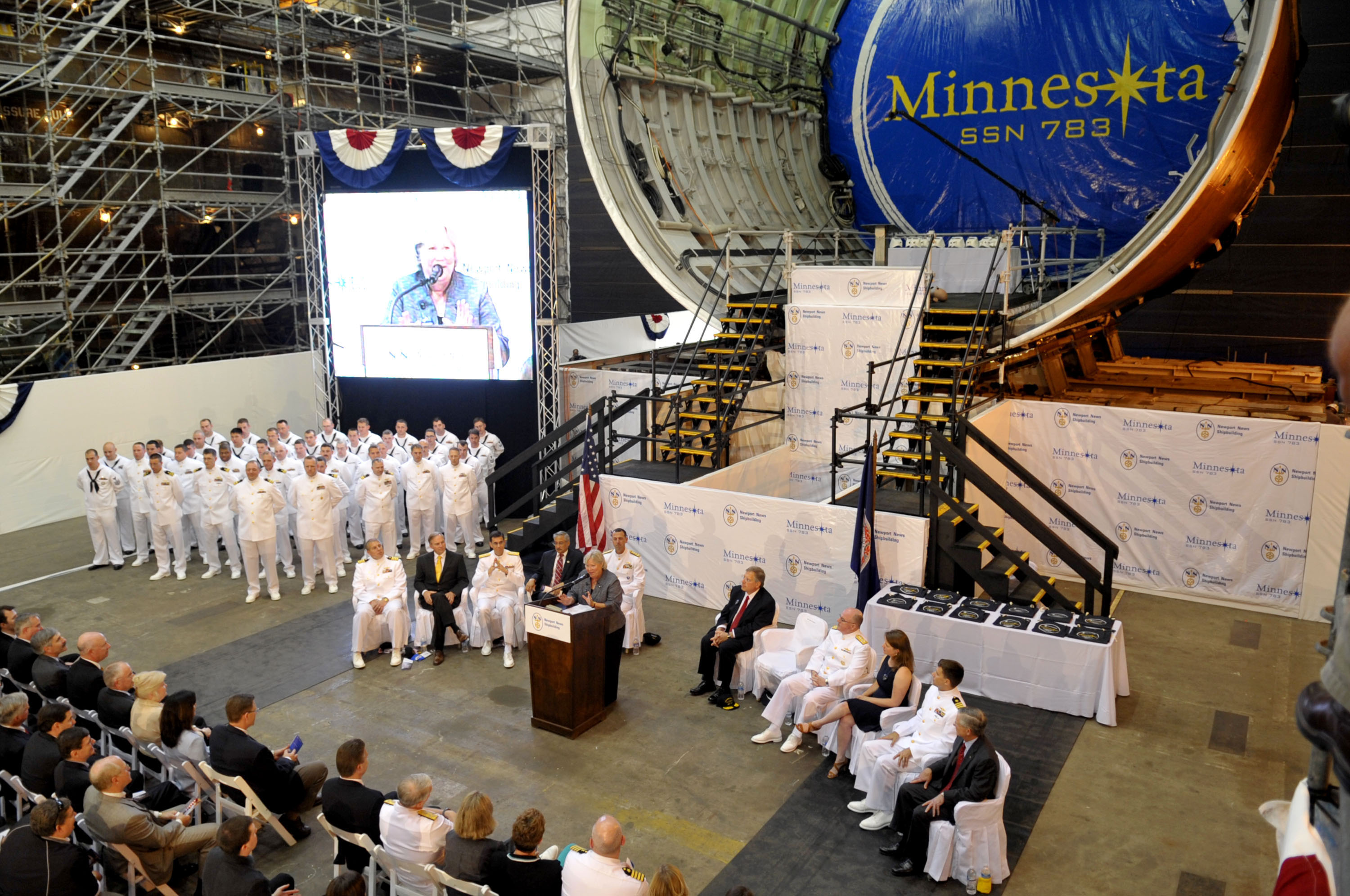
Cérémonie de pose de la quille

L'USS Minnesota (SSN-783) est le 10e sous-marin de classe Virginia (sur une trentaine prévue). C'est le troisième bâtiment de l'US Navy à porter le nom de l'État du Minnesota, et le premier à porter ce nom depuis 1921.
La quille du Minnesota a été posée le 20 mai 2011. La cérémonie de baptême du Minnesota s'est déroulée en présence de nombreux officiels de haut rang de la marine américaine et du Congrès, le 27 octobre 2012. Le 6 juin 2013, Huntington Ingalls Industries annonce la livraison du Minnesota à la marine. Construit en 63 mois au Chantier naval Northrop Grumman de Newport News, le bateau est livré avec près de 11 mois d'avance. Le navire est entré en service actif le 7 septembre 2013. L'USS Minnesota est le dernier des six sous-marins de classe Virginia de la série Block II. Contrairement aux quatre premiers sous-marins de classe Virginia construits en 10 blocs modulaires et environ 84 mois, les sous-marins du block II sont construits sur la base de quatre modules et dans des délais beaucoup plus courts. Comme avec les autres sous-marins de classe Virginia, le Minnesota est prévu pour fonctionner avec un équipage de 134 officiers et membres d'équipage.

## Armement
L'USS Minnesota (SSN-783) dispose de 12 cellules de type Système de lancement vertical pour missiles de croisière BGM-109 Tomahawk, ainsi que quatre tubes lance-torpilles de 533 mm pour torpille Mark 48 (capacité d'emport de  28 torpilles). Il dispose aussi de missiles antinavires AGM-84 Harpoon.

### Ouvrages
- (en) Jim Christley, US Nuclear Submarines : The Fast Attack, Osprey Publishing, 2007, 48 p. (ISBN 978-1-84603-168-7, OCLC 141383046).
- (en) Tom Clancy, Submarine : A Guided Tour Inside a Nuclear Warship, Berkley, 2002, 323 p. (ISBN 978-0-425-18300-7, OCLC 48749330).
- (en) John Gresham et Ian Westwell, Seapower, Edison, N.J., Chartwell Books, 2005, 256 p. (ISBN 0-7858-1792-1, OCLC 184983323).

### Ressources numériques
- (en) Mark L. Evans, « Minnesota III (SSN-783) », sur Dictionary of American Naval Fighting Ships, département de la Marine, Naval History & Heritage Command, 21 août 2014 (consulté le 27 avril 2016).